# Przemyśler Land

Kreise des Przemyśler Lands und die heutige staatliche Grenze

Fahne des Przemyśler und des Sanoker Landes in der Schlacht von Tannenberg 1410

Das Przemyśler Land (polnisch Ziemia przemyska) war eine Verwaltungseinheit der Polnisch-litauischen Adelsrepublik in der Woiwodschaft Ruthenien von 1434 bis 1772. Hauptort war Przemyśl.
Es umfasste die Powiat (Kreise)
- Powiat Przemyśl (Powiat przemyski),   Hauptort Przemyśl
- Powiat Sambor (Powiat samborski),     Hauptort Sambor
- Powiat Drohobycz (Powiat drohobycki), Hauptort Drohobycz
- Powiat Stryj (Powiat stryjski),       Hauptort Stryj

1676 hatte das Przemyśler Land 32 Städtchen und 980 Dörfer.